# 遠東機構
遠東機構，是新加坡的地產企業，由新加坡商人黃廷芳創辦，屬該國最大的私人物業發展商，亦為香港信和集團的姊妹公司。
遠東機構自1962年創辦，至今共發展超過500項物業，集團在新加坡主要商業區烏節路擁有多座物業，為其創辦人黃廷芳帶來「烏節地王」的稱號。

## 獲獎物業
遠東機構曾先後於1999年、2001年、2002年及2003年獲國際房地產業聯合會(FIABCI)全球年度傑出建築金獎：
- 浮爾頓酒店 (The Fullerton Singapore)，休閒組別、2003年
- 香園景 (Gardenville)，住宅組別，2002年
- 遠東廣場 (Far East Square)，特別組別，2001年
- 翠灣園 (The Bayshore)，住宅組別，1999年

## 外部連結
- 遠東機構 （页面存档备份，存于）